# Dorper

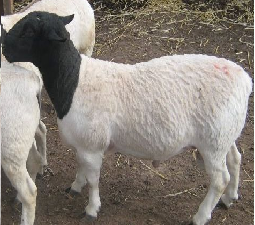
Ovce plemene Dorper

Dorper je jihoafrické plemeno ovce domácí, vytvořené zkřížením plemene Dorset horn a Perské černohlavé ovce ve snaze vyšlechtit masnou ovci vhodnou pro suché oblasti v zemi. Nyní je chována i v jiných oblastech a je druhým nejčastějším plemenem v Jižní Africe. Jihoafrická společnost chovatelů ovcí Dorper Sheep byla založena v roce 1950.

## Charakteristika
Jihoafrické plemeno ovcí Dorper patří k poměrně početné, v ČR však dosud přehlížené, rychle se rozšiřující skupině srstnatých plemen, která tvoří asi 10 % světové populace ovcí.
Dorper je rychle rostoucí masná ovce, které vyžaduje jednoduchou péči. produkuje krátké lehké rouno z vlny a chlupů, které vylínavají koncem jara a léta.
Plemeno bylo vyvinuto zkřížením plemene Dorset horn a Perské černohlavé ovce kolem třicátých let 20. století. Mnozí se domnívají, že i jiná plemena (např. Van Rooy) přispěla k vývoji plemene White Dorper, jméno "Dorper" je spojení prvních slabik mateřských plemen Dorset a Perská.
Plemeno je dobře přizpůsobeno, aby přežilo v rozsáhlých vyprahlých oblastech Jižní Afriky. Má vysokou plodnost a mateřský instinkt, spojený s vysokou mírou růstu a odolností. Plemeno má charakteristickou černou hlavu.
Bahnice plemene Dorper mohou mít jehňata každých 8 měsíců, což znamená, že mohou mít tři porody za dva roky, což znamená dobrou ekonomiku chovu.

## Využití

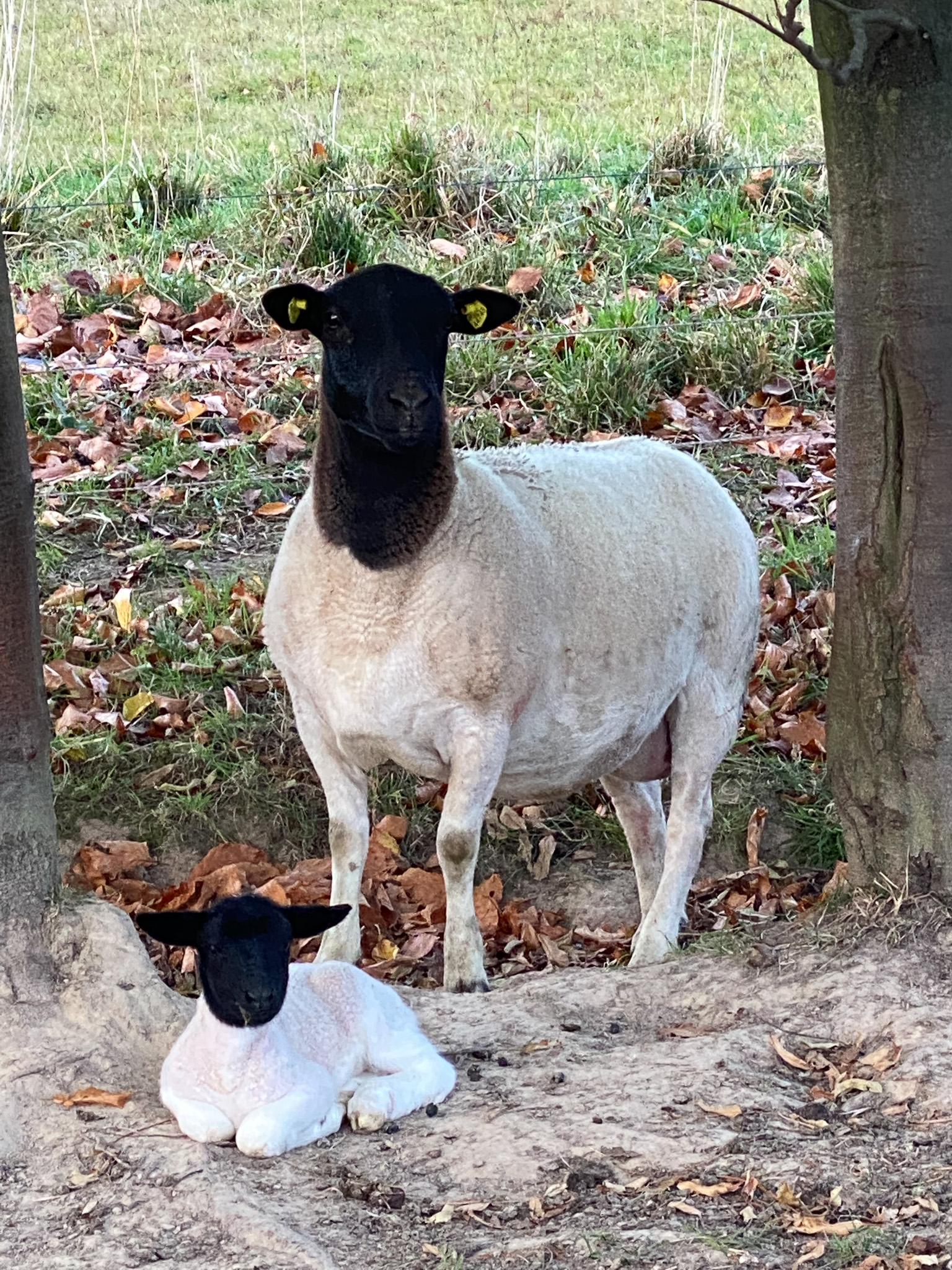
Mladá ovce dorper s jehnětem.

Dorper je masné plemeno. I když se jehňata rodí malá, mají opravdu velice rychlé přírůstky: ve 100 dnech dosahují živé hmotnosti okolo 36 kg. Maso je jemné, libové, bez charakteristického skopového přípachu a poptávka po něm ve světě roste. Významná pro chovatele je celosvětová poptávka po plemenných zvířatech a jejich vyšší cena. Kůže toho plemene se nazývá Cape Glowes a je jednou z nejkvalitnějších ovčích kůží.
V České republice vede plemennou knihu Dorper uznané chovatelské sdružení Dorper Asociace CZ. K 13.5.2022 bylo do plemenné knihy zapsáno 2819 ks čistokrevných zvířat. Dorper Asociace CZ je členem světové federace národních svazů chovatelů dorper ovcí a při šlechtění používá světové standardy posuzování. podrobné informace o plemeni dorper v ČR jsou dostupné na stránkách https://www.dorper.biz .